# Petra Edelmannová
Petra Edelmannová (* 27. února 1975 Františkovy Lázně) je bývalá česká politička, předsedkyně nacionalistické a krajně pravicové Národní strany.

## Biografie
Absolvovala magisterské studium ekonomie na Institutu ekonomických studií FSV UK, v roce 2008 absolvovala postgraduální studium na Katedře politologie Fakulty mezinárodních vztahů VŠE. Ve sněmovních volbách v červnu 2002 kandidovala za Volbu pro budoucnost. Ve sněmovních volbách v červnu 2006 byla na prvním místě karlovarské kandidátky Národní strany a získala 15,6 % (83 celkem) preferenčních hlasů. V říjnu 2009 rezignovala na funkci v Národní straně.

## Kontroverze
Před volbami v roce 2006 tvrdila, že Národní strana podporuje emigraci Romů do Indie, že většinová společnost si není rovna s menšinami nebo že přirozená diskriminace Romů je nutná. Rasismus byl pro ni nálepkou na přirozený strach z nebezpečí.